# Luis Loureiro
Luis Fernando da Graça Loureiro (ur. 4 grudnia 1976 w Sintrze) – portugalski piłkarz występujący na pozycji pomocnika. 

## Kariera klubowa
Loureiro jako junior grał w zespołach Mucifalense oraz SU Sintrense. W 1995 roku został włączony do pierwszej drużyny Sintrense, grającej w czwartej lidze. W 1998 roku awansował z nią do trzeciej ligi. W 1999 roku odszedł do także trzecioligowego Portimonense SC, zaś w 2000 roku został graczem drugoligowego Nacionalu i spędził tam sezon 2000/2001.
W 2001 roku Loureiro przeszedł do pierwszoligowego Gil Vicente FC. W Primeira Liga zadebiutował 12 sierpnia 2001 w wygranym 2:0 meczu z Vitórią Guimarães. W Gil Vicente występował przez trzy sezony, a potem przeniósł się do SC Braga, gdzie grał w sezonie 2004/2005.
W 2005 roku Loureiro odszedł do rosyjskiego Dynama Moskwa. W pierwszej lidze rosyjskiej zadebiutował 12 marca 2005 w przegranym 1:4 spotkaniu z Zenitem Petersburg. W Dynamie występował do połowy 2005 roku, a potem wrócił do Portugalii, gdzie został zawodnikiem Sportingu. W sezonie 2005/2006 wywalczył z nim wicemistrzostwo Portugalii. Następny sezon spędził na wypożyczeniu w Estreli Amadora.
W 2007 roku Loureiro przeniósł się do cypryjskiego Anorthosisu Famagusta. Na początku 2008 roku odszedł jednak stamtąd do pierwszoligowej Boavisty, w której występował do końca sezonu 2007/2008. Następnie grał w drugoligowym Portimonense, a także trzecioligowym Sintrense, gdzie w 2011 roku zakończył karierę.

## Kariera reprezentacyjna
W reprezentacji Portugalii Loureiro zadebiutował 12 lutego 2003 w przegranym 0:1 towarzyskim meczu z Włochami. W drużynie narodowej rozegrał 6 spotkań, wszystkie w 2003 roku.